# Abakansteppe

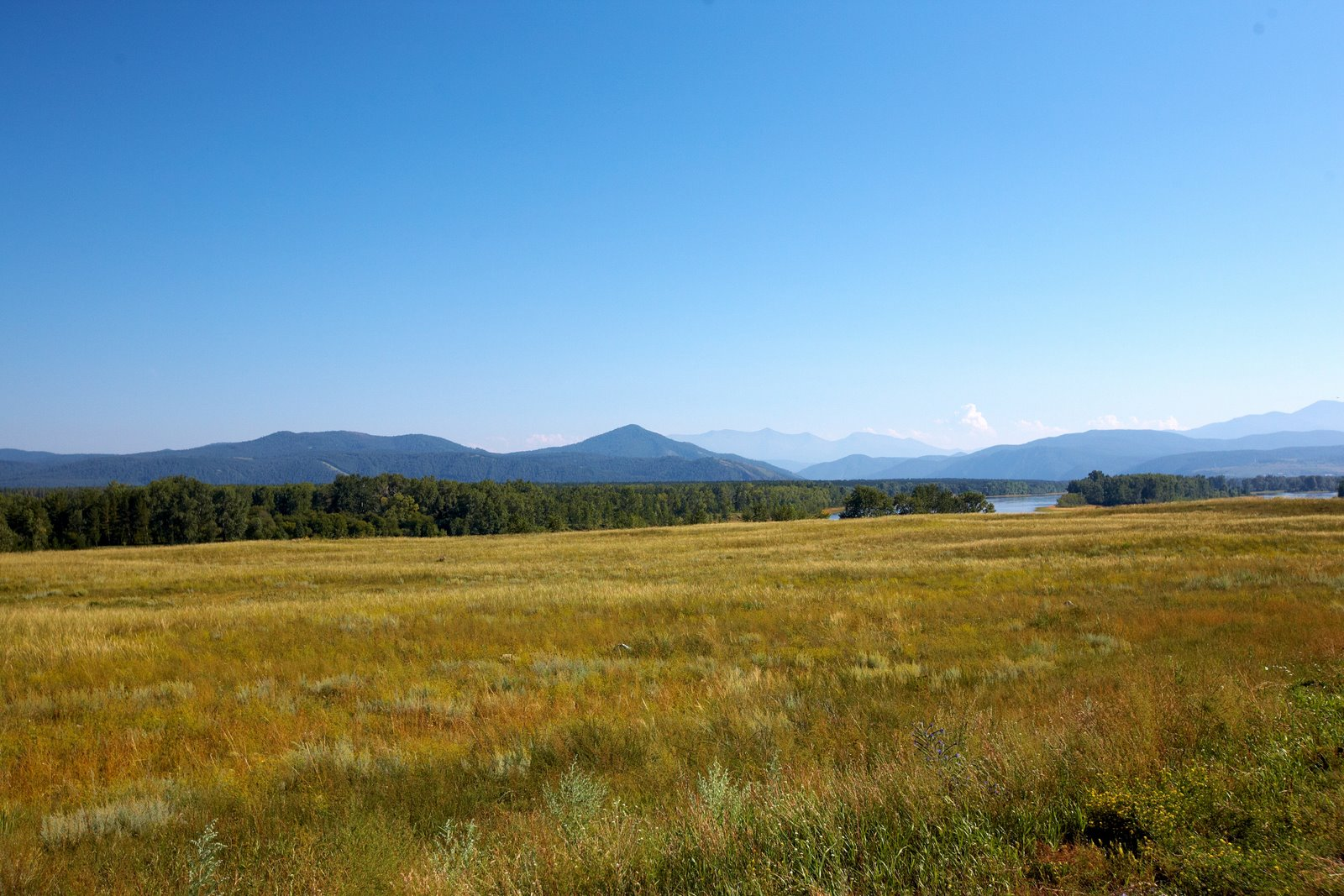
Abakansteppe

De Abakansteppe (Russisch: Абаканская степь; Abakanskaja step) is een steppe op de Minoesinskdepressie in de Siberisch-Russische kraj Krasnojarsk. De steppe is gelegen op de linkeroever van de Jenisej, tussen de uitlopers van het Abakangebergte en de Abakanrivier. Het is een vlak gebied, dat in het westen wat heuvelachtig uitloopt met een gemiddelde hoogte tussen de 200 en 500 meter. De steppe bevat vele kleine meertjes.